# Sjørring Station
Sjørring Station er en dansk jernbanestation i stationsbyen Sjørring i Thy i Nordjylland.